# 西町 (国分寺市)
西町（にしまち）は、東京都国分寺市の町名。現行行政地名は西町一丁目から西町五丁目。郵便番号は185-0035。

## 地理
国分寺市の最西端に位置する。北は立川市幸町および若葉町、東は高木町および光町、南は国立市北、西は立川市栄町に隣接する。主に住宅地として利用される。

### 地価
住宅地の地価は2014年（平成26年）1月1日に公表された公示地価によれば西町1丁目11番31の地点で25万1000円/m2となっている。

## 歴史
- 1964年の市制施行と同時に住居表示制度実施し、現在の町名となる。
- 現在の町域は、住居表示制度実施までの中藤新田、上谷保新田、榎戸新田の各新田の一部で構成されている。

### 地名の由来
国分寺市の最西端に位置することから。

## 世帯数と人口
2017年（平成29年）12月1日現在の世帯数と人口は以下の通りである。
| 丁目       | 世帯数    | 人口    |
| ---------- | --------- | ------- |
| 西町一丁目 | 970世帯   | 2,196人 |
| 西町二丁目 | 1,039世帯 | 2,370人 |
| 西町三丁目 | 719世帯   | 1,679人 |
| 西町四丁目 | 758世帯   | 1,611人 |
| 西町五丁目 | 766世帯   | 1,812人 |
| 計         | 4,252世帯 | 9,668人 |

## 小・中学校の学区
市立小・中学校に通う場合、学区は以下の通りとなる。
| 丁目       | 番地                 | 小学校               | 中学校               | 備考                                          |
| ---------- | -------------------- | -------------------- | -------------------- | --------------------------------------------- |
| 西町一丁目 | 全域                 | 国分寺市立第二小学校 | 国分寺市立第三中学校 |                                               |
| 西町二丁目 | 1〜15番地 30〜35番地 | 国分寺市立第二小学校 | 国分寺市立第三中学校 |                                               |
| 西町二丁目 | その他               | 国分寺市立第二小学校 | 国分寺市立第三中学校 | 以下の学校と選択可能。 ・国分寺市立第八小学校 |
| 西町三丁目 | 全域                 | 国分寺市立第八小学校 | 国分寺市立第三中学校 |                                               |
| 西町四丁目 | 全域                 | 国分寺市立第八小学校 | 国分寺市立第三中学校 |                                               |
| 西町五丁目 | 全域                 | 国分寺市立第八小学校 | 国分寺市立第三中学校 |                                               |

## 交通

### 道路
- 東京都道16号立川所沢線（立川通り）

## 施設
- 東京運輸支局多摩自動車検査登録事務所 - 住所は国立市北三丁目だが、敷地の一部が国分寺市西町一丁目にまたがっている。
- 国分寺市立第八小学校
- けやき台団地 - 国分寺市西町四丁目と立川市若葉町一丁目にまたがっている。